# Inga calcicola
Inga calcicola é uma espécie vegetal da família Fabaceae.
Pequena árvore de understorey de floresta sempre verde (floresta que não perde as folhas na mudança de estações).
Encontrado principalmente no distrito de Tuxtepec no Estado de Oaxaca, em México. Embora a região tenha sofrido grande desmatamento, a área atual onde encontra-se a Inga calcicola está menos suscetível ao desmatamento por causa da dificuldade em trabalhar em solo calcário.